# Trygve Bratteli

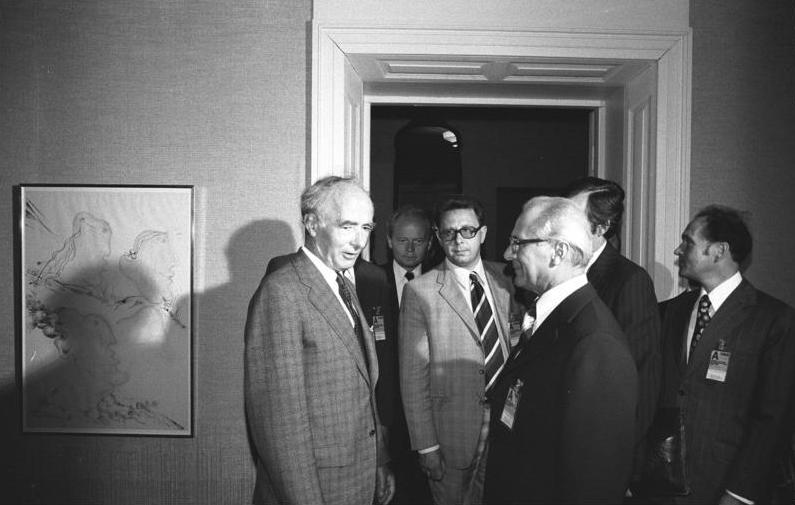
Begegnung von Erich Honecker und Trygve Bratteli (1975)

Trygve Martin Bratteli (* 11. Januar 1910 in Nøtterøy; † 20. November 1984 in Oslo) war ein norwegischer sozialdemokratischer Politiker, 1965 bis 1975 Vorsitzender der Arbeiterpartei und Ministerpräsident seines Landes vom 17. März 1971 bis zum 18. Oktober 1972 und vom 16. Oktober 1973 bis zum 15. Januar 1976.

## Leben
Nach der Volksschule fuhr Bratteli zur See, 1926 und 1927 auf Walfang. 1934 wurde Bratteli Redakteur der Zeitung «Folkets Frihet» in Kirkenes. 1940 war er Sekretär der Norwegischen Arbeiterpartei. Im Frühjahr 1940 überfiel die Wehrmacht Norwegen und Dänemark und besetzte beide Länder. Bratelli arbeitete ab 1940 als Zimmermann in Kristiansund, war im Widerstand aktiv und wurde 1942 von den Deutschen verhaftet. Er überlebte u. a. die Konzentrationslager Sachsenhausen und Natzweiler-Struthof.
Nach dem Krieg wurde Bratteli Vorsitzender der 1946 gebildeten Verteidigungskommission. Von 1950 bis 1981 saß er als Abgeordneter im norwegischen Parlament Storting. Von November 1951 bis Januar 1955 und erneut von Dezember 1956 bis April 1960 war er Finanzminister, anschließend 1960–1963 und 1963–1964 Verkehrsminister. Danach übernahm er dreimal den Posten des Fraktionsvorsitzenden (1964–1971, 1972–1973, 1976–1981).
Von 1971 bis 1972 war Bratteli Ministerpräsident. Er trat mit seiner Regierung zurück, nachdem die Volksabstimmung über einen Beitritt Norwegens zur Europäischen Wirtschaftsgemeinschaft (EWG) negativ ausgefallen war. Nach einem Jahr mit der bürgerlichen Regierung Korvald kehrte Bratteli 1973 für weitere drei Jahre in die Staatskanzlei zurück.
Er war verheiratet mit Randi Bratteli. Ihre Kinder sind Ola Bratteli, ein norwegischer Mathematiker und Marianne Bratteli, eine Künstlerin.
1980 erschien sein Erinnerungsbuch Fange i natt og tåke, in dem er von seiner Gefangenschaft berichtet. Im Jahr darauf erschien Våren som ikke kom, das von der Besetzung Norwegen handelt. Seit 2013 trägt der Bratteli Ridge, ein Gebirgskamm auf Südgeorgien im Südatlantik, seinen Namen.